# Barry Sternlicht

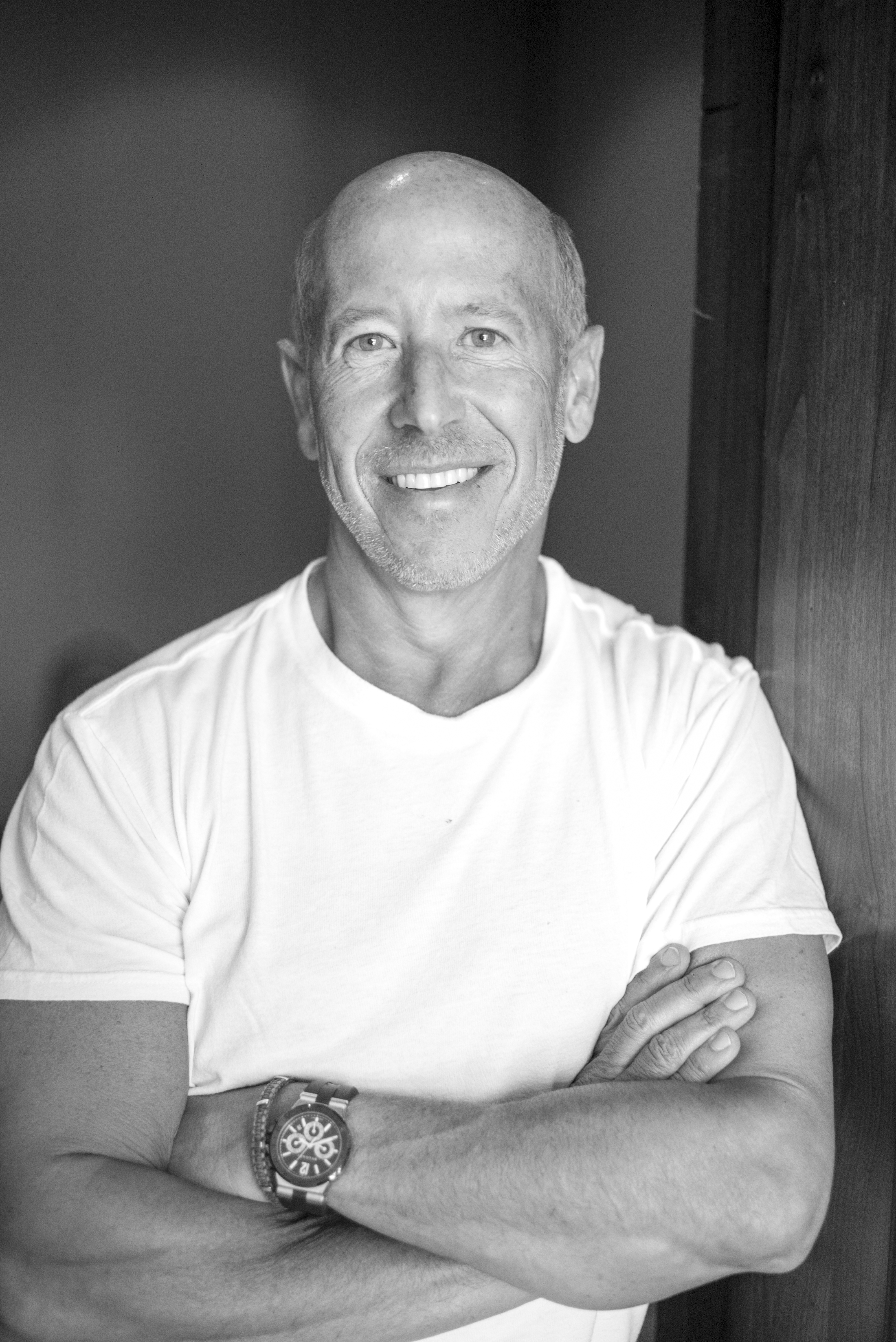
Barry Sternlicht (2016)

Barry Stuart Sternlicht (* 27. November 1960 in Long Island, New York) ist ein US-amerikanischer Unternehmer und Milliardär.

## Karriere
Sternlicht studierte an der Brown University (BA) und der Harvard Business School (MBA). Im Jahr 1991 gründete er gemeinsam mit Bob Faith die Starwood Capital Group, ein Investmentfonds mit einem gegenwärtig verwalteten Vermögen von 60 Milliarden US-Dollar (Stand: Januar 2021). Er ist außerdem Präsident des Starwood Property Trust, der größten Immobilien-Investmentgesellschaft in den Vereinigten Staaten. Von September 1997 bis Mai 2005 war er Chairman von Starwood Hotels & Resorts Worldwide.
Sternlicht ist Mitglied des Aufsichtsrates unter anderem bei The Estée Lauder Companies und der Robin Hood Foundation.

### Auszeichnungen
- Global Industry Figure of the Year (PERE, 2015)
- Lifetime Achievement Award (International Hotel Investment Forum, 2015)
- Most Important Person in Commercial Real Estate Finance (The Mortgage Observer, 2013)
- Executive of the Year and Investor of the Year (Commercial Property Executive, 2010)[7]

## Privatvermögen
Sternlichts Privatvermögen wird laut Forbes im Januar 2021 mit 3,3 Mrd. US-Dollar angegeben, womit er Platz 260 auf der Forbes 400-Liste der reichsten US-Amerikaner belegt.

## Familie
Sternlichts Vater, Maurycy Sternlicht, ist Holocaust-Überlebender und floh 1938 als Neunjähriger aus Polen. Sternlicht war bis 2016 verheiratet und hat drei Kinder. Er lebt in Miami Beach. Seine Tochter ist die Reiterin und Weltmeisterin Adrienne Sternlicht.